# Sir Ector

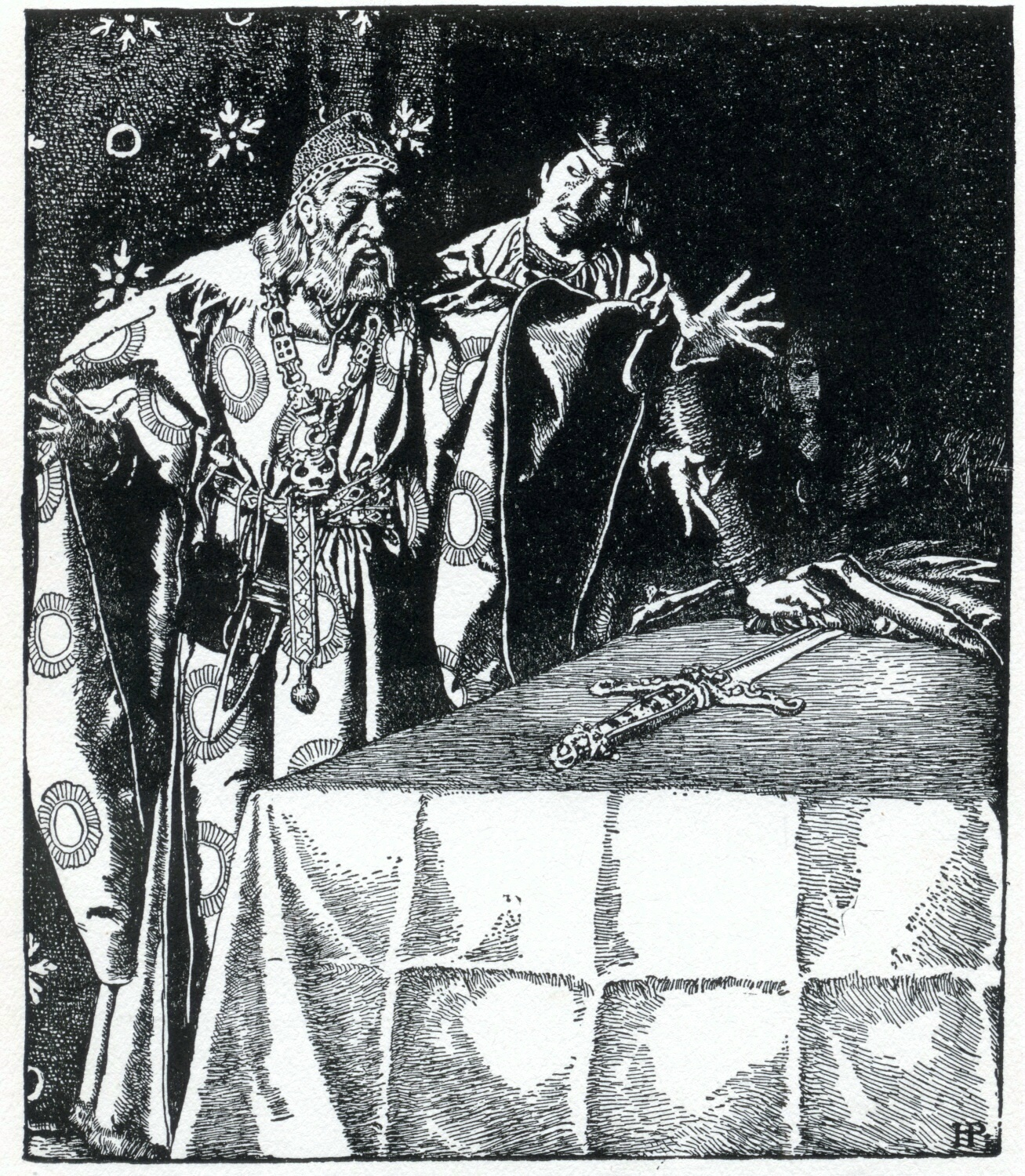
Sir Kay mostra la spada mistica a Sir Ector (illustrazione di Howard Pyle).

Sir Ector (o Hector, Antor, Entor, Ectorius o, italianizzato, sir Ettore) è, nel ciclo arturiano, il padre di Sir Kay e tutore del giovanissimo Artù, prima che diventasse re.

## Origini del personaggio
Compare in svariate fonti, dalle opere del poeta francese Robert de Boron (fine XII - inizio XIII sec.), al ciclo del Lancillotto in prosa e anche in Le Morte d'Arthur di Thomas Malory (XV sec.). Nei primi racconti gallesi viene chiamato Cynyr e suo figlio Cei. Di solito ser Ector viene descritto come un anziano e ricco cavaliere che, oltre ad una grande residenza di campagna, ha possedimenti a Londra. Altre volte è addirittura un re britannico minore.
Artù Pendragon nacque come figlio illegittimo di Uther Pendragon, re di Britannia, e di Igraine, moglie del duca Gorlois di Cornovaglia. Il mago Merlino, che aveva aiutato Uther ad avere la notte d'amore con Igraine e concepire Artù, portò via il bambino alla nascita e lo affidò a ser Ector, il quale lo crebbe come fratello di latte del figlio suo, Kay. Cresciuto, Kay divenne cavaliere e si recò col padre e il fratello minore a Londra per partecipare ad un torneo, ma lì il giovane Artù estrasse la famosa spada dalla roccia e fu riconosciuto come figlio del defunto re Uther e suo legittimo erede. Riconoscente a Ector e Kay, Artù li nominò entrambi cavalieri della Tavola Rotonda e di Kay fece inoltre il proprio siniscalco.
Ser Ector compare nel romanzo Re in eterno di T.H. White, che colloca il suo castello nella immaginaria Forest Sauvage ("Foresta Selvaggia"), e autori successivi faranno similmente. Nel romanzo non ha un ruolo fondamentale, contrariamente al film Disney La spada nella roccia da esso ispirato. Qui Ector (che nella versione italiana è chiamato sir Ettore) è un cavaliere corpulento, rude e pomposo, ma che, nonostante la severità mostrata, fondamentalmente vuol bene al figlio adottivo Semola, come viene soprannominato il giovane Artù.